# Георг Брандт (генерал)
Юліус Георг Брандт (нім. Julius Georg Brandt; 24 серпня 1876, Вольтерсдорф — 21 квітня 1945, Берлін) — німецький офіцер, генерал кавалерії вермахту.

## Біографія
Син власника лицарської мизи Вольтерсдорф Юліуса Брандта. 24 вересня 1894 року вступив в Прусську армію. В 1904 році служив у складі окупаційної бригади в Китаї. Учасник Першої світової війни. Після демобілізації армії залишений в рейхсвері. З 1 лютого по 1 грудня 1929 року — командир 1-ї кавалерійської дивізії. В січні 1931 року вийшов у відставку.
26 серпня 1939 року переданий в розпорядження вермахту і призначений командиром 3-го командування прикордонної охорони (з 18 жовтня 1939 року — 33-тє командування особливого призначення). Учасник Польської, Французької і Норвезької кампаній. 30 квітня 1942 року звільнений у відставку. Наклав на себе руки під час битви за Берлін.

## Звання
- Фанен-юнкер (24 вересня 1896)
- Фенріх (18 червня 1895)
- Другий лейтенант (27 січня 1896)
- Оберлейтенант (18 серпня 1906)
- Ротмістр (20 березня 1911)
- Майор (22 березня 1916)
- Оберстлейтенант (1 жовтня 1921)
- Оберст (1 квітня 1925)
- Генерал-майор (1 лютого 1929)
- Генерал-лейтенант (1 лютого 1930)
- Генерал кавалерії запасу до розпорядження (1 вересня 1940)
- Генерал кавалерії до розпорядження (1 грудня 1940)

## Нагороди
- Столітня медаль
- Китайська медаль
- Орден Корони (Пруссія) 4-го класу з мечами
- Залізний хрест 2-го і 1-го класу
- Військовий Хрест Фрідріха-Августа (Ольденбург) 2-го і 1-го класу
- Королівський орден дому Гогенцоллернів, лицарський хрест з мечами
- Хрест «За військові заслуги» (Австро-Угорщина) 3-го класу з військовою відзнакою
- Хрест «За вислугу років» (Пруссія)
- Почесний хрест ветерана війни з мечами